# Епитафи на напуштеном гробљу на Милошевића Клику у Ртарима
Епитафи на гробљу на Милошевића Клику у Ртарима представљају епиграфска и фамилијарна сведочанства преписана са старих надгробних споменика у доњодрагачевском селу Ртари, Oпштина Лучани.
Остаци овог старог ртарског гробља налазе се на Клику изнад кућа Милошевића, према Вранићима. Последње сахрањивање овде је обављено 1862. године. Очувана су само четири споменика, а на основу великог броја уломака може се закључити да је гробље некада било знатно веће.
Споменик Милошу Божићу (†1845)
Зде почива раб Божи
МИЛОШ Божић
поживи Година 70:
престави се Новембра 13-ог 1845-те године:
Вранићи (Вране) дошли су у Ртаре крајем 18. века из села Вране код Ариља. По породичном предању, Вранићи су масовно страдали од неке епидемије половином 19. века.

Споменик Јовану Вранићу (†1862)
Овде по. раб Бо
ЈОВАН син Радисава Вране:
поживи 40 го
а умре 1-ог Марта 1862: Го:

Споменик Пауни Вранић (†1862)
Раба Б:
ПАУНА
супруга почившег Јована Вранића
ПО 30: Г:
а Ум. 1 ју: 1862: Г:

Споменик Симеуну Вранићу (†18??)
Раб Божи
СИМЕУН
син Јована Вранића
умре у 24 г: ...